# Leopold Čuček
Leopold Čuček, slovenski veteran vojne za Slovenijo, roj. 30. oktobra 1953.
Podpolkovnik Čuček je poveljnik 24. vojaško-teritorialnega poveljstva Postojna in 430. mornariškega diviziona (16. december 2010 - 3. oktober 2011). Bil je organizator Manevrske strukture narodne zaščite med osamosvojitvijo.

## Odlikovanja in nagrade
Leta 2005 je prejel častni znak svobode Republike Slovenije z naslednjo utemeljitvijo: »za izjemne zasluge pri uveljavljanju in obrambi samostojnosti in suverenosti Republike Slovenije«.
26. oktobra 2011 je kot nagrado prejel strelno orožje.